# Rádio Pirata (filme)
Rádio Pirata é um filme brasileiro, de 1987, dirigido por Lael Rodrigues. O filme foi produzido pelo próprio Lael Rodrigues e por José Frazão. A trilha sonora tem músicas de Cazuza, Marina Lima, Lobão e Detrito Federal.

## Sinopse
Após descobrir uma fraude em um centro de processamento de dados, um casal é falsamente acusado de matar um amigo. Escondidos em uma van, marido e esposa montam uma rádio pirata para tentar mobilizar a opinião pública.

## Elenco
- Lídia Brondi: Alice Souza Dias
- Jayme Periard: Pedro Bravo
- Ewerton de Castro: Carlos Braga
- Oswaldo Loureiro: Jonas Werner
- Maria Zilda Bethlem: Cristina Lemos
- Marina Lima: Cantora
- Dora Pellegrino: Ângela
- José de Abreu: Jorge
- Cristina Sano: Teca
- Tiê: Filha de Pedro Bravo
- Fernanda Lobo: Entrevistada
- José Carlos Araújo: Locutor
- Leo Jaime